# Narciso Jubany Arnau
Pour les articles homonymes, voir Arnau.
Narciso Jubany Arnau (en catalan : Narcís Jubany i Arnau), né le 12 août 1913 à Santa Coloma de Farnés en Espagne et mort le 26 décembre 1996 à Barcelone, est un cardinal espagnol, archevêque de Barcelone de 1971 à 1990.

## Biographie

### Prêtre
Narciso Jubany Arnau obtient un doctorat en théologie à l'université pontificale de Comillas puis un doctorat en droit canon à l'université pontificale grégorienne. Il est ordonné prêtre le 30 juillet 1939 pour le diocèse de Barcelone.

### Évêque
Nommé évêque auxiliaire de Barcelone le 24 novembre 1955, avec le titre d'évêque in partibus d'Orthosias-en-Phénicie (de), il est consacré le 22 janvier 1956 par le cardinal Ildebrando Antoniutti.
En 1965, il est nommé évêque de Gérone et en 1971, il devient archevêque de Barcelone.

### Cardinal
Il est créé cardinal par le pape Paul VI lors du consistoire du 5 mars 1973, avec le titre de cardinal-prêtre de S. Lorenzo in Damaso.
Il se retire de sa charge d'archevêque le 23 mars 1990 et meurt le 26 décembre 1996.